# 西塚十勝
西塚 十勝（にしづか とかち、1912年7月10日 - 2006年12月23日）は、北海道出身の日本中央競馬会 (JRA) 調教師。元騎手で大正から平成まで競馬と関わり続け、「中央競馬に西塚あり」とまで言われた競馬界の重鎮であった。
西塚は様々な災難を逃れてきた驚異的な強運の持ち主であったことでも知られている。
長男は同じく元調教師の西塚安夫（養子のため、血の繋がりはない。）、孫はかつて安夫厩舎に所属し、安夫の死後は移籍して現在は尾関知人厩舎の調教助手を務める西塚信人である。

## 経歴
- 西塚は若くして両親と死別し、小学校を卒業してすぐ横浜市で親類が営むパン屋で奉公を始めた。当時奉公先パン屋の向かいは瀬戸物屋で、西塚は小さな地震が起こるたびに商品の瀬戸物がカチャカチャとぶつかり合う光景が大好きで、いつも仕事を放り出して道路へ飛び出し、眺めた。
- 1923年、関東大震災に被災したため北海道に帰る。
- 1924年、北海道内で騎手見習いとなり1928年、札幌競馬場で騎手デビュー。
- 1938年3月1日、調教師免許を取得。
- 1987年度は、西塚の調教したシノクロスが京成杯3歳ステークスやテレビ東京賞3歳牝馬ステークスを制して（年度重賞勝ち鞍6戦3勝）、第1回JRA賞最優秀3歳牝馬（旧馬齢）に選ばれた。
- 1991年2月28日に引退し、引退式は同年2月24日かつて自厩舎のあった中山競馬場で催された。
- 引退後も新冠町で馬を預かって飼育するなど、馬と関わり続けた。
- 2006年12月23日3時50分、老衰のため94歳で埼玉県東松山市の病院で死去した。

## その他の活動
自身が両親を亡くして苦労をしてきた経験から、身寄りのなくなった知り合いの子供や養護施設の子供を引き取るなど慈善活動にも力を入れていた。西塚は結婚はしたが血の繋がった子供はいなかった。

## 強運のエピソード
西塚は調教師としてもコマミノル（オークス）やミスカブラヤ（エリザベス女王杯）などで大競走制覇の実績を残しているが、日本の事件・事故史に残る様々な災難を逃れて「厄除大師」「ミスター強運」など称され、テレビ番組『ザ!世界仰天ニュース』でも取り上げられた。
関東大震災
1923年9月1日、西塚は横浜の奉公先で関東大震災に遭遇した。いつものように向かいの瀬戸物屋の商品がカチャカチャとぶつかり合う、西塚が「カタカタショー」と呼ぶ光景を眺めようと道路に飛び出した途端、パン屋の1階部分が完全に倒壊したが難を逃れた。横浜は直後に猛火で焼け野原となり、脱出できなければ焼死必至の状況だった。
洞爺丸事故
1954年9月26日、西塚は移動のため函館から青函連絡船4便に乗船する予定だった。切符は所持していたが、知人に誘われて湯の川温泉の宴会に出席する。宴会は深夜に至り、席を立ちそびれて4便洞爺丸に乗り遅れた。洞爺丸は出港した後台風15号の強風のために七重浜沖で転覆し、死者および行方不明者1,139人を出す大惨事になったが、西塚は遭難を免れた。
ばんだい号墜落事故
1971年7月3日、西塚と同じ北海道出身の同僚で友人だった柏谷富衛調教師と共に東亜国内航空63便函館行に搭乗する予定で、待ち合わせ場所の丘珠空港へ車で向かった。直前に知人と立ち寄った料理屋で女将が白米を炊き忘れたことから出発が遅れ、「これは（飛行機に）間に合いそうにないな」と、宿泊する宿のことを考えた。しかし、10分遅れで丘珠空港に到着した際、偶然にも飛行機はまだ離陸していなかった。西塚は最初は搭乗しようとしたが（チケットは2人分とも柏谷が持っていた）、航空会社が既にキャンセル待ちの人を乗せたのを見て「一度乗せてあげた人を降ろしたらかわいそうだから」と搭乗を辞退した。「札幌で一泊しないか」と柏谷を誘うも、カウンターでずっと待ち続けていた柏谷は「俺はお前ほど暇じゃねぇんだ」と怒り、柏谷は1人で乗り込んだ。柏谷はこの時、自厩舎の主な管理馬に天皇賞馬リキエイカンがおり、実際に多忙な状況であった。しかし「ばんだい号」は函館目前にある横津岳に墜落し、柏谷を含む乗員・乗客全員が死亡した。西塚は命拾いしたが「あの時、柏谷をもっと強く引き止めておけば…」と終生悔やんだ。
ホテルニュージャパン火災
1982年2月7日夜、西塚は東京の常宿だったホテルニュージャパンの9階にチェックインし、その後友人4 - 5人と新宿で飲み明かす。飲み終わった後、懇意にしていた女性のバーに寄ることを思い付き、明け方まで過ごした。明け方にホテルニュージャパンへ戻ると、大火災で死者33人の大惨事となっていた。出火場所は西塚がチェックインした9階であり、バーへ寄らずホテルへ戻っていたとすると、発災は寝静まった頃となっていた。
ただし、関東大震災以外はすべて現地の愛人宅で過ごしていたために難を逃れたというのが真実であるとする、親族や牧場オーナーの証言も死後に伝えられている。災難に強運を持つ人物ではあったが、競馬ではダービー馬カブラヤオーについて、生産牧場でもある十勝育成牧場の共同経営者であったにもかかわらず、馬体のみすぼらしさから勝てそうにないと判断し「馬房が一杯で空きがありませんので勘弁してください」と、預託引き受けを断った。

## 実績
- 成績：5514戦510勝（1954年以降の中央競馬成績）
- 重賞勝利：11勝

### 優勝馬
- 優駿牝馬（オークス）
  - 第11回 1950年11月19日 コマミノル 騎手 渡辺正人
- 中山4歳ステークス
  - 第4回 1955年7月3日 ヒデホマレ 騎手 柄崎義信
- 中山特別
  - 第9回 1955年12月25日 ヒデホマレ 騎手 阿部正太郎
- 東京障害特別
  - 第20回（秋） 1965年11月7日 アイエルオー 騎手 古賀一隆
- 京成杯3歳ステークス
  - 第6回 1970年10月10日 スズランパス 騎手 郷原洋行
  - 第23回 1987年11月15日 シノクロス 騎手 嶋田功
- 読売カップ
  - 第44回（春） 1971年5月16日 タツノヒカリ 騎手 佐藤政男
  - 第45回（秋） 1971年9月19日 タツノヒカリ 騎手 佐々木昭次
- 目黒記念
  - 第78回（春） 1974年2月17日 ヒロクニ 騎手 加賀武見
- エリザベス女王杯
  - 第4回 1979年11月18日 ミスカブラヤ 騎手 岡部幸雄
- テレビ東京賞3歳牝馬ステークス
  - 第4回 1987年12月19日 シノクロス 騎手 嶋田功

## 主な厩舎所属者
※太字は門下生。括弧内は厩舎所属期間と所属中の職分。
- 古賀一隆（1965年 - 1968年 騎手）
- 西塚安夫（1972年 - 1986年 調教助手）
- 星野信幸（1987年 - 1988年 騎手）